# Kerry-Anne Guse
Kerry-Anne Guse (née le 4 décembre 1972 à Brisbane) est une joueuse de tennis australienne, professionnelle de janvier 1987 à 2001.
Pendant sa carrière, elle a remporté six titres WTA, tous en double.

## Palmarès

### Titres en double dames
| No | Date       | Nom et lieu du tournoi            | Catégorie | Dotation  | Surface         | Partenaire       | Finalistes                    | Score         |          |
| -- | ---------- | --------------------------------- | --------- | --------- | --------------- | ---------------- | ----------------------------- | ------------- | -------- |
| 1  | 15/07/1991 | Volvo San Marino Open Saint-Marin | Tier V    | 75 000 $  | Terre (ext.)    | Akemi Nishiya    | Laura Garrone Mercedes Paz    | 6-0, 6-3      | Parcours |
| 2  | 11/09/1995 | TVA Cup Ladies Open Nagoya        | Tier IV   | 107 500 $ | Moquette (int.) | Kristine Radford | Rika Hiraki Park Sung-hee     | 6-4, 6-4      | Parcours |
| 3  | 07/10/1996 | Wismilak Open Surabaya            | Tier IV   | 107 500 $ | Dur (ext.)      | Alexandra Fusai  | Tina Križan Noëlle van Lottum | 6-4, 6-4      | Parcours |
| 4  | 21/04/1997 | Danamon Open Jakarta              | Tier IV   | 107 500 $ | Dur (ext.)      | Kristine Radford | Lenka Němečková Yuka Yoshida  | 6-4, 5-7, 7-5 | Parcours |
| 5  | 12/05/1997 | Welsh International Open Cardiff  | Tier IV   | 107 500 $ | Terre (ext.)    | Debbie Graham    | Julie Pullin Lorna Woodroffe  | 6-3, 6-4      | Parcours |
| 6  | 22/09/1997 | Wismilak International Surabaya   | Tier IV   | 155 340 $ | Dur (ext.)      | Rika Hiraki      | Maureen Drake Renata Kolbovic | 6-1, 7-6      | Parcours |

### Finales en double dames
| No | Date       | Nom et lieu du tournoi                       | Catégorie | Dotation  | Surface      | Vainqueures                         | Partenaire        | Score    |          |
| -- | ---------- | -------------------------------------------- | --------- | --------- | ------------ | ----------------------------------- | ----------------- | -------- | -------- |
| 1  | 14/02/1994 | Nokia Open Pékin                             | Tier IV   | 100 000 $ | Dur (int.)   | Chen Li Ling Li Fang                | Valda Lake        | 6-0, 6-2 | Parcours |
| 2  | 25/04/1994 | Danamon Indonesia Open Jakarta               | Tier IV   | 100 000 $ | Dur (ext.)   | Nicole Arendt Kristine Radford      | Andrea Strnadová  | 6-2, 6-2 | Parcours |
| 3  | 06/06/1994 | DFS Classic Birmingham                       | Tier III  | 150 000 $ | Gazon (ext.) | Zina Garrison Larisa Neiland        | Catherine Barclay | 6-4, 6-4 | Parcours |
| 4  | 15/05/1995 | Rover British Clay Court Champ's Bournemouth | Tier IV   | 107 500 $ | Terre (ext.) | Mariaan de Swardt Ruxandra Dragomir | Patricia Hy       | 6-3, 7-5 | Parcours |
| 5  | 08/01/1996 | Schweppes Tasmanian Int’l Open Hobart        | Tier IV   | 107 500 $ | Dur (ext.)   | Yayuk Basuki Kyoko Nagatsuka        | Park Sung-hee     | 7-6, 6-3 | Parcours |
| 6  | 14/04/1997 | Japan Open Tokyo                             | Tier III  | 164 250 $ | Dur (ext.)   | Alexia Dechaume Rika Hiraki         | Corina Morariu    | 6-4, 6-2 | Parcours |
| 7  | 12/04/1999 | Japan Open Tokyo                             | Tier III  | 180 000 $ | Dur (ext.)   | Corina Morariu Kimberly Po          | Catherine Barclay | 6-3, 6-2 | Parcours |

## Parcours en Grand Chelem

### En simple dames
| Année | Open d'Australie | Open d'Australie | Internationaux de France | Internationaux de France | Wimbledon       | Wimbledon        | US Open         | US Open         |
| ----- | ---------------- | ---------------- | ------------------------ | ------------------------ | --------------- | ---------------- | --------------- | --------------- |
| 1989  | 1er tour (1/64)  | Steffi Graf      | -                        | -                        | -               | -                | -               | -               |
| 1993  | 1er tour (1/64)  | Elna Reinach     | -                        | -                        | -               | -                | -               | -               |
| 1994  | 1er tour (1/64)  | Julie Halard     | -                        | -                        | -               | -                | -               | -               |
| 1995  | 1er tour (1/64)  | Zina Garrison    | -                        | -                        | -               | -                | -               | -               |
| 1996  | 1er tour (1/64)  | Mana Endo        | -                        | -                        | 2e tour (1/32)  | Kristie Boogert  | -               | -               |
| 1997  | -                | -                | -                        | -                        | 2e tour (1/32)  | Nathalie Tauziat | 1er tour (1/64) | Arantxa Sánchez |
| 1998  | 1er tour (1/64)  | Florencia Labat  | 1er tour (1/64)          | Marion Maruska           | 1er tour (1/64) | Amanda Coetzer   | 1er tour (1/64) | Kimberly Po     |
| 1999  | -                | -                | -                        | -                        | 1er tour (1/64) | Janet Lee        | -               | -               |
| 2000  | 1er tour (1/64)  | Justine Henin    | -                        | -                        | -               | -                | -               | -               |

À droite du résultat, l’ultime adversaire.

### En double dames
| Année | Open d'Australie            | Open d'Australie           | Internationaux de France    | Internationaux de France   | Wimbledon                    | Wimbledon                   | US Open                      | US Open                     |
| ----- | --------------------------- | -------------------------- | --------------------------- | -------------------------- | ---------------------------- | --------------------------- | ---------------------------- | --------------------------- |
| 1989  | 1er tour (1/32) B. Potter   | Julie Halard S. Wasserman  | -                           | -                          | -                            | -                           | -                            | -                           |
| 1990  | -                           | -                          | -                           | -                          | 1er tour (1/32) J. Hodder    | N. Tauziat J. Wiesner       | -                            | -                           |
| 1991  | 1er tour (1/32) J. Hodder   | M. Lindström H. Ludloff    | -                           | -                          | -                            | -                           | 2e tour (1/16) Akemi Nishiya | N. Tauziat J. Wiesner       |
| 1992  | 2e tour (1/16) B. Borneo    | Katrina Adams M. Bollegraf | 1er tour (1/32) L. Pleming  | I. Demongeot N. Tauziat    | 2e tour (1/16) Tracey Morton | Anke Huber Kohde-Kilsch     | 1er tour (1/32) Nana Miyagi  | Jo-Anne Faull J. Richardson |
| 1993  | 1er tour (1/32) Tessa Price | A. Fusai N. Tschan         | 3e tour (1/8) C. Barclay    | K. Maleeva N. Tauziat      | 1er tour (1/32) C. Barclay   | Linda Wild J. Wiesner       | -                            | -                           |
| 1994  | 2e tour (1/16) C. Barclay   | Hetherington S. Stafford   | 2e tour (1/16) C. Barclay   | S. Cecchini P. Tarabini    | 2e tour (1/16) C. Barclay    | Patty Fendick M. McGrath    | 1er tour (1/32) S. McCarthy  | Pam Shriver E. Smylie       |
| 1995  | 2e tour (1/16) A. Strnadová | Jana Novotná A. Sánchez    | 1er tour (1/32) Valda Lake  | Elna Reinach Irina Spîrlea | 2e tour (1/16) Valda Lake    | G. Fernández N. Zvereva     | 2e tour (1/16) A. Fusai      | M. Hingis Iva Majoli        |
| 1996  | 2e tour (1/16) Patricia Hy  | Irina Spîrlea Linda Wild   | 1er tour (1/32) Patricia Hy | G. Fernández N. Zvereva    | 2e tour (1/16) A. Fusai      | G. Fernández N. Zvereva     | 2e tour (1/16) C. Barclay    | A. Dechaume S. Testud       |
| 1997  | 1er tour (1/32) C. Barclay  | Anke Huber B. Rittner      | 1er tour (1/32) Rita Grande | M. Hingis A. Sánchez       | 2e tour (1/16) C. Morariu    | M. Hingis A. Sánchez        | 2e tour (1/16) R. McQuillan  | L. Neiland Helena Suková    |
| 1998  | 1/4 de finale R. McQuillan  | Lisa Raymond Rennae Stubbs | 3e tour (1/8) C. Barclay    | A. Sánchez Helena Suková   | 1/4 de finale C. Barclay     | L. Davenport N. Zvereva     | 2e tour (1/16) C. Barclay    | MJ Fernández A. Sánchez     |
| 1999  | 1er tour (1/32) C. Barclay  | S. Williams V. Williams    | 2e tour (1/16) C. Barclay   | Vanessa Menga Elena Wagner | 1er tour (1/32) C. Barclay   | Lisa Raymond Rennae Stubbs  | 2e tour (1/16) K. Radford    | Chanda Rubin S. Testud      |
| 2000  | 2e tour (1/16) K. Radford   | T. Musgrave B. Stewart     | -                           | -                          | -                            | -                           | -                            | -                           |
| 2001  | 1er tour (1/32) C. Wheeler  | K. Boogert M. Oremans      | -                           | -                          | 1er tour (1/32) Alicia Molik | Maja Matevžič Dragana Zarić | -                            | -                           |

Sous le résultat, la partenaire ; à droite, l’ultime équipe adverse.

### En double mixte
| Année | Open d'Australie              | Open d'Australie          | Internationaux de France      | Internationaux de France   | Wimbledon                    | Wimbledon                  | US Open                      | US Open                   |
| ----- | ----------------------------- | ------------------------- | ----------------------------- | -------------------------- | ---------------------------- | -------------------------- | ---------------------------- | ------------------------- |
| 1991  | -                             | -                         | -                             | -                          | 1er tour (1/32) A. Kratzmann | R. Fairbank Danie Visser   | -                            | -                         |
| 1992  | -                             | -                         | -                             | -                          | 1er tour (1/32) David Adams  | Pam Shriver M. Kratzmann   | -                            | -                         |
| 1993  | -                             | -                         | -                             | -                          | 1er tour (1/32) M. Ondruska  | Kathy Rinaldi P. Galbraith | -                            | -                         |
| 1994  | -                             | -                         | 2e tour (1/16) Laurie Warder  | Lisa Raymond Rick Leach    | 1er tour (1/32) Brad Pearce  | A. Coetzer Lan Bale        | 2e tour (1/8) Mark Knowles   | G. Fernández Cyril Suk    |
| 1995  | 1er tour (1/16) M. Kratzmann  | G. Fernández Cyril Suk    | 2e tour (1/16) Joshua Eagle   | G. Fernández Cyril Suk     | 2e tour (1/16) Wayne Arthurs | Mercedes Paz Pablo Albano  | -                            | -                         |
| 1996  | -                             | -                         | 1er tour (1/32) Wayne Arthurs | Laura Golarsa van Rensburg | 2e tour (1/16) David Adams   | Kimberly Po Rikard Bergh   | 1er tour (1/16) Dave Randall | M. Bollegraf Rick Leach   |
| 1997  | 2e tour (1/8) Piet Norval     | Lisa Raymond P. Galbraith | -                             | -                          | 1er tour (1/32) A. Kratzmann | Mercedes Paz Pablo Albano  | 2e tour (1/8) D. Macpherson  | M. Bollegraf Rick Leach   |
| 1998  | 1/4 de finale A. Kratzmann    | Caroline Vis M. Bhupathi  | -                             | -                          | 1/4 de finale Wayne Arthurs  | Mirjana Lučić M. Bhupathi  | 2e tour (1/8) A. Kratzmann   | Rennae Stubbs Jim Grabb   |
| 1999  | 1er tour (1/16) Wayne Arthurs | L. Neiland Rick Leach     | -                             | -                          | 3e tour (1/8) A. Kratzmann   | V. Williams J. Gimelstob   | 2e tour (1/8) Jack Waite     | E. Tatarkova A. Olhovskiy |
| 2001  | -                             | -                         | -                             | -                          | 1er tour (1/32) Jack Waite   | Paola Suárez Lucas Arnold  | -                            | -                         |

Sous le résultat, le partenaire ; à droite, l’ultime équipe adverse.

## Parcours en Fed Cup
| #                                                                             | Date       | Lieu        | Surface         | Gagnante(s)                        | Perdante(s)                      | Score         |          |
|                                                                               |            |             |                 |                                    |                                  |               |          |
| 1997 - 1/4 de finale (groupe mondial II) - Afrique du Sud - Australie - 2 : 3 |            |             |                 |                                    |                                  |               |          |
| 1                                                                             | 01/03/1997 | Durban      | Dur (ext.)      | Mariaan de Swardt Rosalyn Fairbank | Kerry-Anne Guse Kristine Radford | 6-3, 7-5      | Parcours |
|                                                                               |            |             |                 |                                    |                                  |               |          |
| 1997 - Barrage (groupe mondial I) - Australie - Espagne - 2 : 3               |            |             |                 |                                    |                                  |               |          |
| 2                                                                             | 12/07/1997 | Hope Island | Dur (ext.)      | Kerry-Anne Guse Kristine Radford   | M. A. Sánchez Cristina Torrens   | 6-2, 6-4      | Parcours |
|                                                                               |            |             |                 |                                    |                                  |               |          |
| 1998 - 1/4 de finale (groupe mondial II) - Australie - Russie - 2 : 3         |            |             |                 |                                    |                                  |               |          |
| 3                                                                             | 18/04/1998 | Perth       | Herbe (ext.)    | Tatiana Panova                     | Kerry-Anne Guse                  | 4-6, 6-3, 6-3 | Parcours |
| 3                                                                             | 18/04/1998 | Perth       | Herbe (ext.)    | Kerry-Anne Guse                    | Ekaterina Sysoeva                | 4-6, 6-3, 7-5 | Parcours |
|                                                                               |            |             |                 |                                    |                                  |               |          |
| 1998 - Barrage (groupe mondial II) - Australie - Argentine - 5 : 0            |            |             |                 |                                    |                                  |               |          |
| 4                                                                             | 25/07/1998 | ACT         | Moquette (int.) | Kerry-Anne Guse Rachel McQuillan   | Erica Krauth Laura Montalvo      | 6-4, 6-3      | Parcours |

## Classements WTA en fin de saison

### En simple
| Année | 1989 | 1990 | 1991 | 1992 | 1993 | 1994 | 1995 | 1996 | 1997 | 1998 | 1999 | 2000 | 2001 |
| Rang  | 630  | 348  | 315  | 215  | 234  | 207  | 182  | 151  | 62   | 135  | 147  | 253  | 429  |

Source : (en) « Classements de Kerry-Anne Guse », sur le site officiel du WTA Tour

### En double
| Année | 1989 | 1990 | 1991 | 1992 | 1993 | 1994 | 1995 | 1996 | 1997 | 1998 | 1999 | 2000 | 2001 |
| Rang  | 622  | 181  | 115  | 180  | 98   | 51   | 62   | 49   | 43   | 27   | 77   | 174  | 288  |

Source : (en) « Classements de Kerry-Anne Guse », sur le site officiel du WTA Tour